# Сульб'яте
Сульб'яте (італ. Sulbiate) — муніципалітет в Італії, у регіоні Ломбардія,  провінція Монца і Бріанца.
Сульб'яте розташований на відстані близько 490 км на північний захід від Рима, 25 км на північний схід від Мілана, 13 км на схід від Монци.
Населення — 4180 осіб (2014).

## Демографія
Населення за роками:

Станом на 1 січня 2023 року в муніципалітеті офіційно проживало 308 іноземців з 34 країн, серед них 68 громадян країн Євросоюзу та 8 громадян України.

## Сусідні муніципалітети
- Аїкурціо
- Беллуско
- Бернареджо
- Корнате-д'Адда
- Меццаго
- Вердеріо
- Вімеркате